# Guinefort
Guinefort, ou saint Guinefort, est le nom associé à un lévrier qui selon une légende rapportée notamment par le dominicain Étienne de Bourbon vers 1250, possédait le pouvoir posthume de guérir des enfants. Il était prié comme saint populaire.

## Histoire

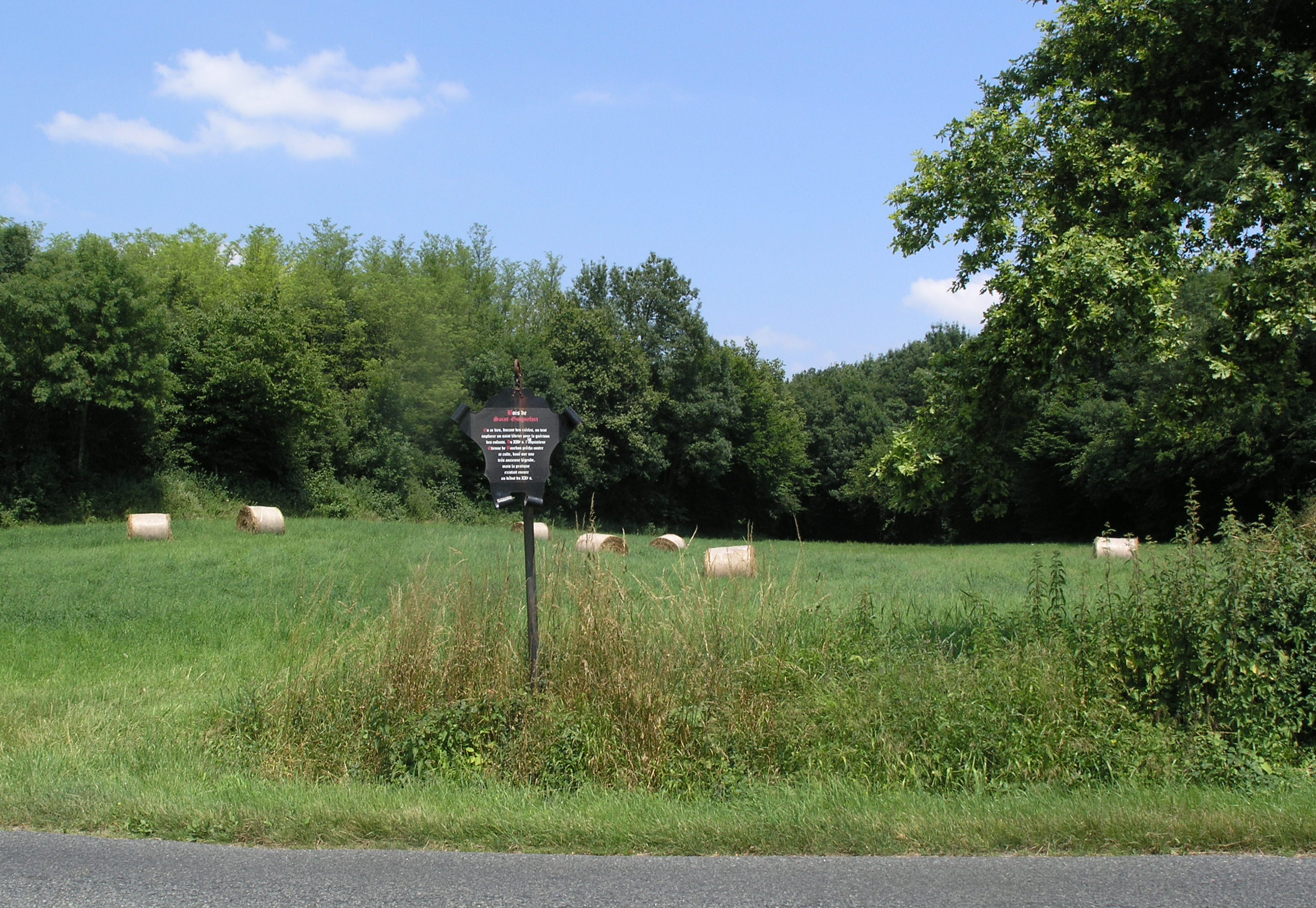
Bois de Saint-Guignefort, Ain.

Selon cette légende, le chien s'était attaqué à un serpent qui voulait mordre l'enfant de ses maîtres, châtelains de Villars-les-Dombes. Son maître le passe au fil de l'épée en voyant l'enfant ensanglanté gisant à terre, car imputant d'abord à son chien les blessures apparentes du nourrisson. 
En voyant le serpent déchiqueté près du berceau et lorsque son enfant sain se réveille, il comprend sa méprise. 
Par la suite, ayant enterré son valeureux chien, il plante un buisson pour marquer l'emplacement de la dépouille. 
Les gens du lieu, puis d'autres, attribuent bientôt au lévrier martyr des pouvoirs miraculeux, notamment ceux de guérir des enfants et se rendent au sanctuaire pour le vénérer.
Face à l'ampleur de la dévotion, Étienne de Bourbon fera exhumer les restes du chien pour les brûler ainsi que l'arbuste et en fera état dans son ouvrage De Supersticione. Une loi est votée pour interdire aux habitants de se rendre sur les lieux, sous peine de saisie de l'ensemble de leurs biens.
Pourtant, le culte de ce saint Lévrier persiste pendant plusieurs siècles, jusqu'aux années 1930, et ce malgré les interdictions répétées de l'Église catholique romaine.

## Culte de saint Guinefort

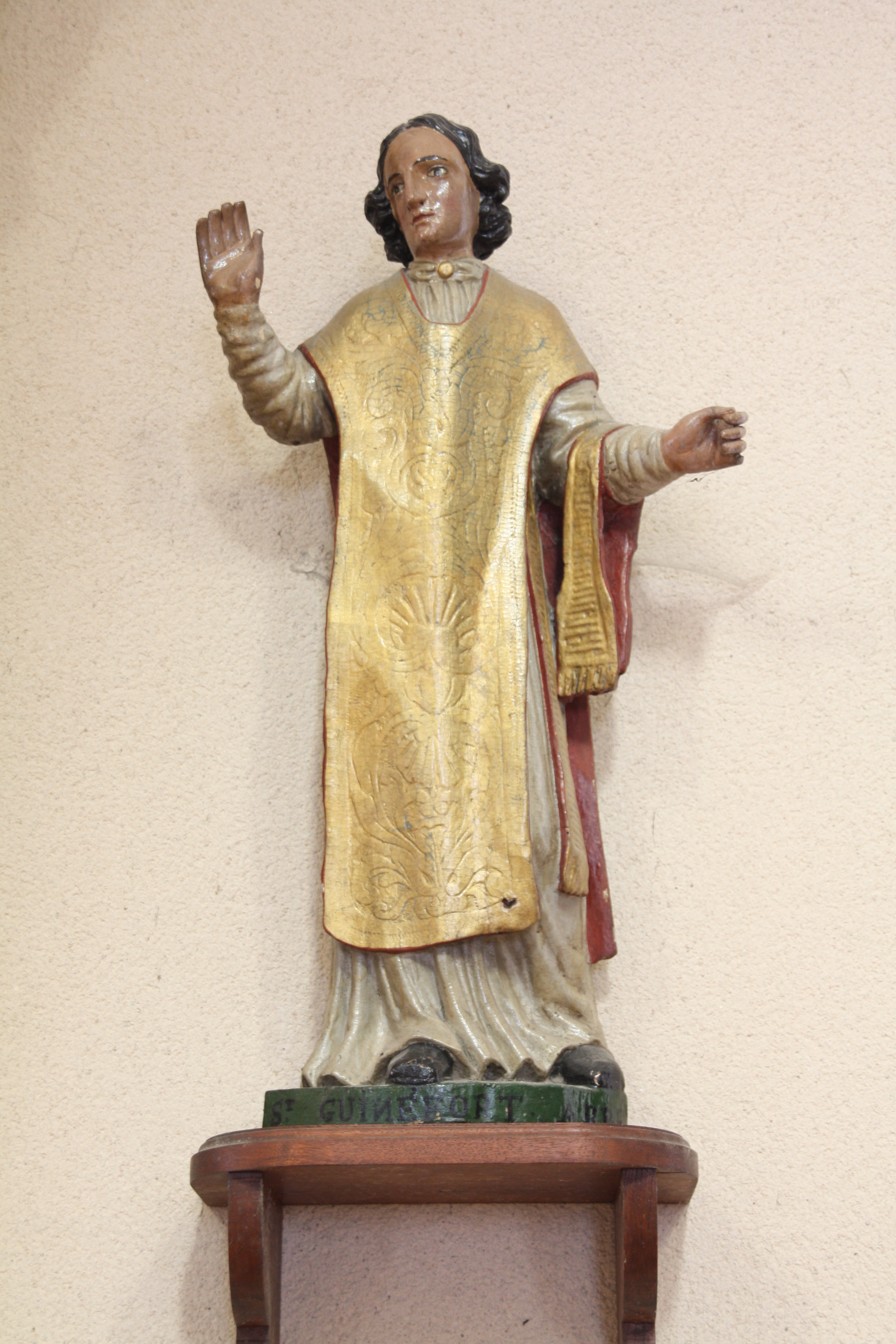
Statue de saint Guinefort à l'église Notre-Dame de Hérisson.

Des églises et chapelles dénommées Saint-Guinefort doivent leur patronyme à un saint italien originaire de Pavie. Situées souvent loin de la Dombes (proches de Lyon), région d'origine de la légende, elles n'en furent pas moins, pour certaines, concernées puisque des enfants étaient présentées aux statues de ce saint.
D'autres lieux de culte catholique sont voués à la mémoire d'un autre saint Guinefort, un évêque d'origine écossaise, qui fut abbé de Saint-Ursin (Bourges) avant de se fixer en Picardie et de subir le martyre à Abbeville. D'autres légendes lui attribuent le pouvoir de soulager les fatigues, d'apaiser les fièvres et même de corriger le strabisme (la « loucherie » qui fait « guigner fort »). Ce saint français est un hagionyme issu d'un toponyme composé de « guen », blanc, pur, et de « frout », eau vive, torrent. Guinefort signifie donc « le ruisseau vif et pur ».